# 全国企业兼并破产和职工再就业工作领导小组
全国企业兼并破产和职工再就业工作领导小组是中华人民共和国国务院议事协调机构。负责全国企业兼并破产和职工再就业的组织协调工作。

## 历史
1997年3月2日国务院《关于在若干城市试行国有企业兼并破产和职工再就业有关问题的补充通知》(国发[1997]10号)，成立全国企业兼并破产和职工再就业工作领导小组。根据《中华人民共和国企业破产法（试行）》、《国务院关于在若干城市试行国有企业破产有关问题的通知》（国发〔1994〕59号）的精神和有关规定，组织协调国有工业企业的政策性破产（即计划内破产）工作。由国家经贸委（组长）、国家体改委、财政部、劳动部、中国人民银行、国家土地局、国家国有资产管理局等部门组成，并邀请全国人大法工委、最高人民法院参加。领导小组的日常工作由国家经贸委负责。
在省级、试点城市也分别成立各自的“企业兼并破产和职工再就业工作领导小组”。
2003年9月12日国务院办公厅《关于调整全国企业兼并破产和职工再就业工作领导小组组成人员的通知》（国办函〔2003〕63号），领导小组办公室设在国资委，领导小组成员单位及组成人员为：
- 组长李荣融（国资委主任）
- 副组长：邵宁（国资委副主任）朱志刚（财政部副部长）唐双宁（银监会副主席）